# Norwegian Air Sweden
Norwegian Air Sweden est une compagnie aérienne suédoise filiale de Norwegian. Créée le 20 novembre 2018, elle exploite des Boeing 737 MAX 8 avec des liaisons régulières au départ de l'aéroport de Stockholm-Arlanda. Tous les aéronefs sont immatriculés en Suède.

## Flotte
En mai 2025, la compagnie dispose de la flotte suivante  : 

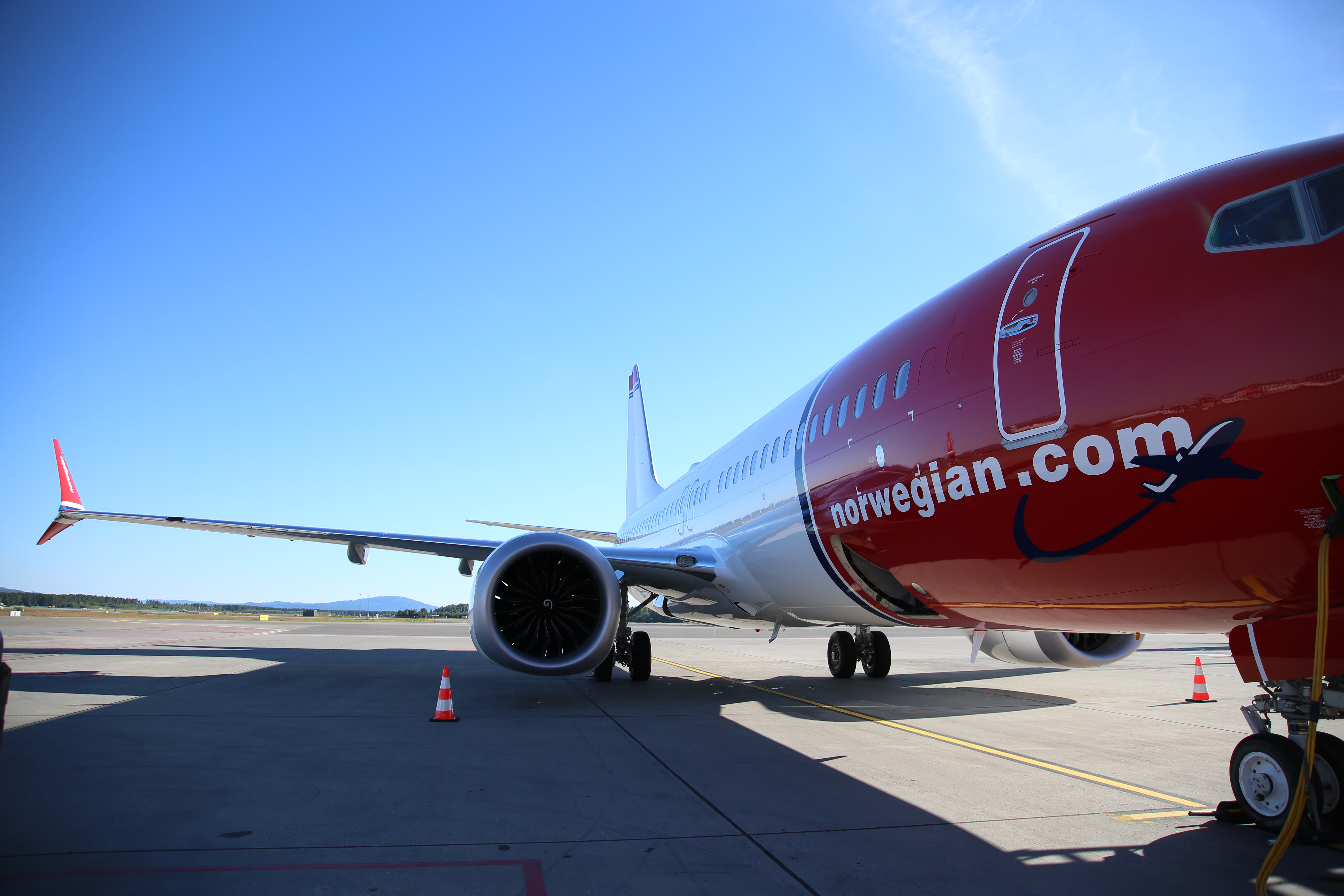
Norwegian Boeing 737 MAX 8

| Type d'appareil  | En exploitation | Commandes | Nombre de sièges |
| ---------------- | --------------- | --------- | ---------------- |
| Boeing 737-800   | 34              | —         | 186/189          |
| Boeing 737 MAX 8 | 17              | —         | 189              |